# Abbas Səhhət
Abbas Səhhət (Şamaxı, 1874 – Gəncə, 11 luglio 1918) è stato un poeta, drammaturgo e traduttore azero.
Fu un illustre rappresentante del Romanticismo nella letteratura azera.

## Biografia
Abbas Səhhət è nato nel 1874 in una famiglia religiosa a Şamaxı. Ha ricevuto l’istruzione medica nelle città di Mashhad e Teheran. Tornando a Şamaxı nel 1901, Abbas Səhhət si è gradualmente allontanato dalla professione di medico e più tardi cominciò ad insegnare la lingua azera nelle scuole; in quel periodo iniziò la sua attività letteraria. Dal 1903 sono stati pubblicati i suoi articoli nel giornale “Russo Orientale”. Nel 1905, viene pubblicato il suo articolo di nome "Come dovrebbe essere la nuova poesia?", mentre successivamente sono state pubblicate le sue poesie "Discorso poetico", "Elogio alla libertà", "Voce di risveglio".
Abbas Səhhət, che era un instancabile sostenitore dell'idea di "le scuole di nuovo stile, si unisce alla corrente romantica azera fondata da Ali Bey Huseynzade (Rivista di Fuyuzat, 1906-1907). In quel periodo i suoi articoli e le sue poesie vengono regolarmente pubblicati su tutte le riviste ed i giornali. Ha anche tradotto le opere di diversi poeti e scrittori russi  (Lermontov, Puškin, Krylov, Nadson, Maksim Gor'kij ecc.), francesi (Hugo, Musset, Sully Prudhomme ecc.) e tedeschi.
Nel 1912 furono pubblicate le raccolte di poesie Il saz rotto (composta di poesie proprie) e Sole occidentale (composta da poesie europee da lui tradotte). Poco dopo sono stati pubblicati il poema Il corraggio di Ahmad e nel 1916 il poema romantico Poeta, fata di poesia e uomo urbano.
Səhhət è stato influenzato da diversi poeti orientali come Nizami, Hafiz e Sadi. Səhhət si è anche strettamente interessato alla letteratura dei popoli turchi, mostrando in particolare attenzione all'attività di Tofig Fikret.
Abbas Səhhət ha difeso l'idea di borghesia liberale in Azerbaigian ed ha sostenuto l’idea dell'"occidentalismo islamico" nelle sue opere, essendo fortemente contrario al rifiuto dei valori islamici.
Ha dedicato le sue opere più belle alla rivoluzione iraniana del 1908. Lui e Mirza Alakbar Sabir erano gli amici vicini, siccome tutti e due vivevano a Shamakhi.

## Opere
- L’ignoranza o la felicità di un orfano - (Baku, 1914).
- Il saz rotto (Baku: 1912).
- La povertà non è una vergogna (commedia in due atti; Baku: 1912).
- Sole occidentale (raccolta di traduzioni; Baku: 1912).
- Fontana di petrolio (commedia in un atto; Baku: 1912).
- Libro di testo per l'insegnamento della lingua azera per 3 anni (insieme a Mahmudbey) (Baku: 1912).